# Шамро, Григорий Григорьевич
Григорий Григорьевич Шамро (31 мая 1984, Фёдоровка, Костанайская область, Казахская ССР, СССР) — казахстанский игрок в мини-футбол, вратарь клуба «Актобе», игрок сборной Казахстана.

## Биография

### Начальные годы
Начинал играть в футзал в родной Фёдоровке. Первый тренер Шамро, Николай Полковников увидел его в школьных соревнованиях и пригласил в секцию. Шамро тогда было 10 лет. Через пять лет Григорий переехал в Рудный и продолжил тренироваться. Тогда в городе не было специализации футзала — летом игроки играли просто на поле, а зимой в спортзалах. В 2001 году Шамро поступил в Рудненский индустриальный институт и играл там в студенческой команде. В это же время Шамро играл в дубле костанайского «Тобола». Тогдашний его тренер, Николай Чернышенцев посоветовал Шамро выбрать футзал, а не большой футбол, из-за его низкого роста для футбольного вратаря.

### Профессиональная карьера
После трёх сезонов в «Витязе», перешёл в кызылординский «Тур Ар», после этого три сезона играл в семипалатинском «Цементнике».
В 2008 году Григорий вернулся обратно в Рудный, в возрожденный «Аят». После отказа команды участвовать в следующем сезоне чемпионата, Шамро в 2009 году перешёл в «Ушкын-Искру». На следующий год, Григорий вернулся обратно в Рудный.
В 2011 году Шамро вошёл в состав дебютантов чемпионата — алматинского БТА Футзала. В 2013 году из-за расформирования команды перешёл в «ОзенМунайГаз». В 2014 году провёл один сезон в ЦСКА, после вернулся обратно в «Мунайшы». В 2015 году из-за расформирования команды перешёл в «Актобе».

## Достижения
- Бронзовый призёр чемпионата Европы: 2016
- Бронзовый призёр чемпионата Казахстана по мини-футболу: 2005/06, 2007/08, 2010/11, 2011/12, 2012/2013, 2015/16, 2016/17, 2017/18 гг.
- Серебряный призёр Кубка Казахстана: 2011, 2012
- Чемпион студенческих игр: 2000, 2002

## Личная жизнь
Женат. Супруга — Ольга. Сыновья Егор (04.11.2010) и Олег (29.12.2014).